# Донте Грін
Донте Домінік Грін (англ. Donte Dominic Greene; 21 лютого 1988) — американський професійний баскетболіст. Виступав за декілька клубів НБА на позиції форварда.

## Кар'єра в НБА
Донте був обраний на драфті 2008 під 28 номером клубом «Мемфіс Ґріззліс». Гріна було обміняно у «Х'юстон Рокетс» незадовго після драфту. За цей клуб Грін встиг пограти лише на передсезонних зборах — його обміняли у «Сакраменто Кінґс» ще до початку регулярної першості.
У дебютному сезоні Грін взяв участь лише у 55 іграх регулярної першості. Він проводив на майданчику у середньому 13 хвилин та набирав у середньому 3.8 очок за гру.
У сезоні 2009-10 Грін значно покращив свої показники. Він взяв участь у 76 іграх регулярної першості. У цьому сезоні також дещо покращились і показники клубу загалом: 25 перемог, що на 8 більше, ніж у сезоні 2008-09.

### Статистика кар'єри в НБА

#### Регулярний сезон
| Сезон   | Команда          | GP  | GS | MPG  | FG%  | 3P%  | FT%  | RPG | APG | SPG | BPG | PPG |
| ------- | ---------------- | --- | -- | ---- | ---- | ---- | ---- | --- | --- | --- | --- | --- |
| 2008–09 | Сакраменто Кінґс | 55  | 4  | 13.2 | .326 | .260 | .853 | 1.6 | .5  | .3  | .3  | 3.8 |
| 2009–10 | Сакраменто Кінґс | 76  | 50 | 21.4 | .441 | .377 | .643 | 3.1 | .9  | .5  | .7  | 8.5 |
| 2010–11 | Сакраменто Кінґс | 69  | 21 | 16.3 | .404 | .292 | .662 | 2.1 | .7  | .5  | .3  | 5.8 |
| 2011–12 | Сакраменто Кінґс | 53  | 7  | 14.7 | .406 | .238 | .800 | 2.5 | .6  | .3  | .5  | 5.4 |
| Кар'єра |                  | 253 | 82 | 16.8 | .406 | .304 | .701 | 2.4 | .7  | .4  | .5  | 6.1 |